# Kunstrasen (Rap-Duo)
Kunstrasen ist ein deutschsprachiges Hip-Hop-Duo aus Köln. Es besteht aus den Rappern und Journalisten Moritz Harms (* 1980) a.k.a. Harmzinho und Lutz Harbaum (* 1981) a.k.a. Marabuh MC. Bekanntheit erlangten sie vor allem durch die TV-Rubrik Wochenrapblick, die im Rahmen der RTLZWEI News von 2010 bis 2018 wöchentlich ausgestrahlt wurde.

## Geschichte
Gegründet wurde die Band Kunstrasen 2006, nachdem die beiden gebürtigen Osnabrücker Harms und Harbaum während ihres gemeinsamen Journalismus-Studiums nach Köln gezogen sind. Zur Fußball-Weltmeisterschaft 2006 erschien ihr erster Song Das Fest der Feste. Nach weiteren Songs zu Themen wie Fußball und Politik wurde 2011 die erste Ausgabe des Wochenrapblicks in den RTLZWEI News ausgestrahlt. In ihrer wöchentlichen TV-Kolumne behandelten die beiden MCs gesellschaftliche und politische Ereignisse der Woche in Form eines Hip-Hop-Songs. 2018 wurde die Rubrik aufgrund einer Umstrukturierung der Sendung eingestellt.
Seit 2019 sind Kunstrasen mit ihrem Rap-Format KontroVerse regelmäßig beim RTL Nachtjournal zu sehen.

## Sonstiges
Moritz Harms ist zudem als Moderator aktiv und seit 2019 in der N-tv-Sendung Wir sind Geschichte im Einsatz. Lutz Harbaum arbeitet zudem als Redakteur und Reporter bei RTL aktuell, wo er über aktuelle Themen berichtet. Er produziert außerdem journalistische Rap-Songs für verschiedene Sendungen der Mediengruppe RTL.

## Diskografie
Singles
- 2006: Das Fest aller Feste
- 2008: Titel Nummer Vier
- 2010: Löwparade
- 2012: Im Osten geht die Sonne auf
- 2013: Championslied
- 2014: Rio Reiser
- 2019: Wankelmut (feat. Fred Denote u. a.)
- 2022: KatarStrophe
- 2024: Zu Gast Bei Leuten (feat. Fred Denote)